# 李籍
李籍（？—？），北宋数学家。曾任秘书省钩考算经文字臣。著有《周髀算经音义》上下两卷，《九章算术音义》九卷。
李籍对于《周髀算经》、《九章算术》两部算书中的数学术语，如密率、少广、商功、方程、参差、课分、盈不足等，标明正确读音，注明确切字义。